# 初茸がり
『初茸がり』 （はつたけがり）は、つげ義春が1966年4月に「ガロ」4月号（青林堂）に発表した8頁からなる短編漫画作品。

## 解説
当時、つげは水木しげるのアシスタントに専念するために『ガロ』に掲載するつもりは無かったが、水木が『ガロ』に16ページ描く予定だった短編『なまはげ』が8ページで完結してしまったため、急遽つげが穴埋めで描いたのが本作である。
『沼』、『チーコ』に続く”つげ的世界”が開示された傑作といわれ、難解や内容に暗さが強調された前2作に比し、叙情的、メルヘン的でノスタルジックな味わいをも感じさせ、小品ながら完成度の高い点が、それまでの作品に批判的であった『ガロ』の読者をも引きつけた。発表当時、水木もこの作品には肯定的であった。

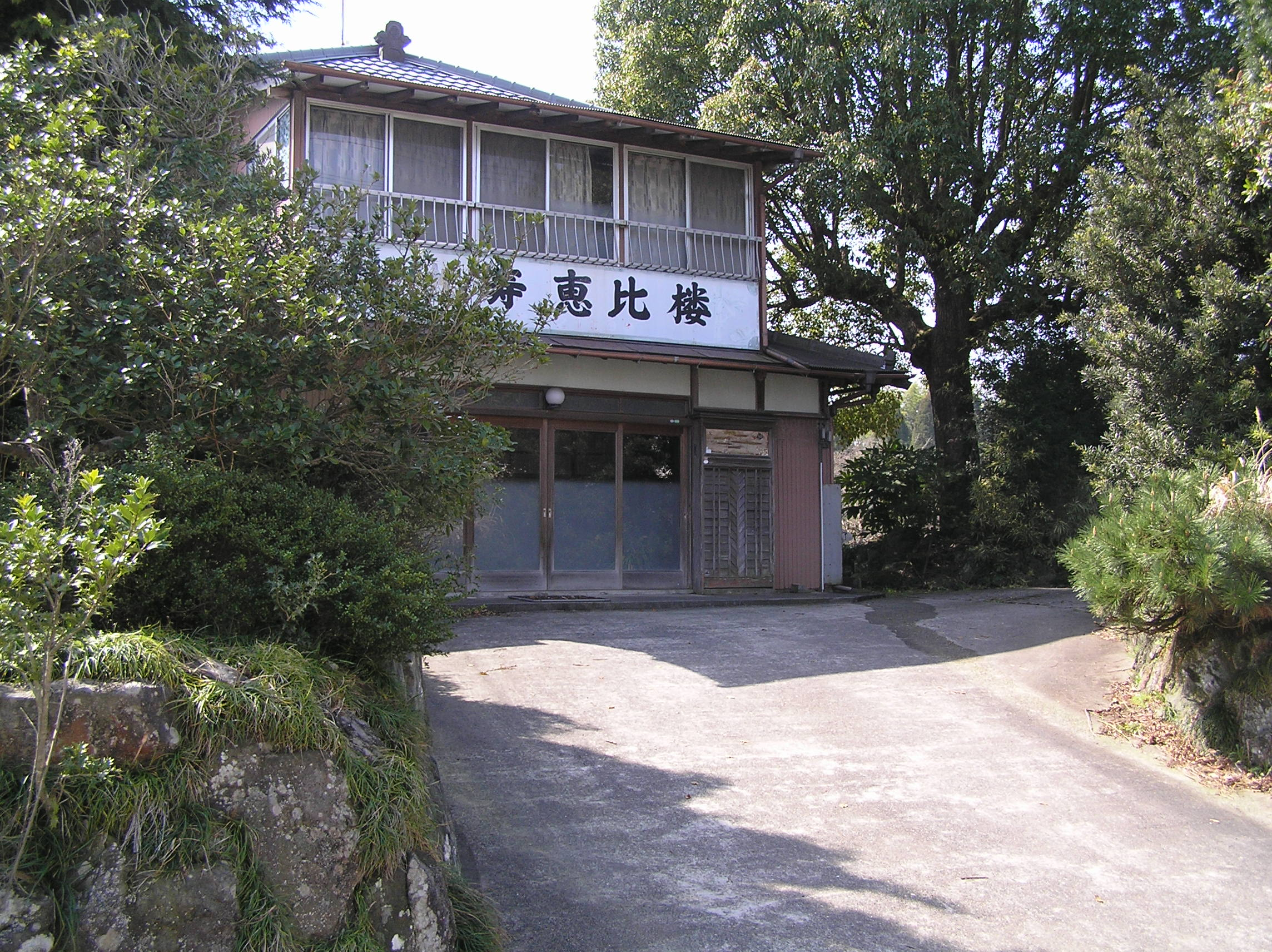
初茸がりが生まれるきっかけとなった旅館寿恵比楼

つげは、1965年（昭和40年）9月末から10月にかけて白土三平とともに千葉県夷隅郡大多喜町の旅館寿恵比楼に滞在するが、このときに白土と初茸がりに出かけたものの収穫はなかったという。また、この作品のヒントになった大きな柱時計は、寿恵比楼の母屋の大広間の横に置かれていたものである。実際には子供が入りこめるほどの大きさではなかったが、つげよりもはるかに大きなもので彼の感興を喚起したらしい。
作中で、バックの黒い山の中に一部だけ雨が降っているように見える印象的なコマがあるが、この旅館の2階のいちばん奥の六畳間の窓から見た「天気雨みたいに陽が差していた」光景が元になっている。このときは、白土が子供が熱を出したため2日先に帰ってしまう。つげはこのとき書きかけていた『不思議な絵』が未完成だったため、赤目プロダクションのスタッフの進言で2人で残る。その際、前記の光景を目撃する。もし、白土と一緒に引き上げていたら、この作品は生まれていなかったか、違ったものになっていたかもしれない。この雨がイメージとしてあったため、先述のように急遽掲載が決まったときも、水木のアシスタントであった北川象一に背景を手伝ってもらいながらストーリーと絵を3、4日で一気に描き上げることができたという。
正太の祖父は白土三平がモデルで、正太はつげ自身かもしれないという指摘もある。当時の白土は仙人のような髭を伸ばしており、孤独なつげは、寡黙ながら懐の深い白土の人間性に憧憬や親しみを感じていたというのだ。作中に登場する正太は、谷内六郎の絵を参考にしたが、長いひげを生やした正太の祖父や背景はリアルさが出て水木しげる調になってしまい、中途半端な絵柄に終わったことにつげは不満を持った。本作完成の前後は、前2作が不評だったこともあって旧作の書き直しと水木のアシスタントに専念しており、後につげが描いた『ある無名作家』はこの頃を舞台に描かれている。

## あらすじ

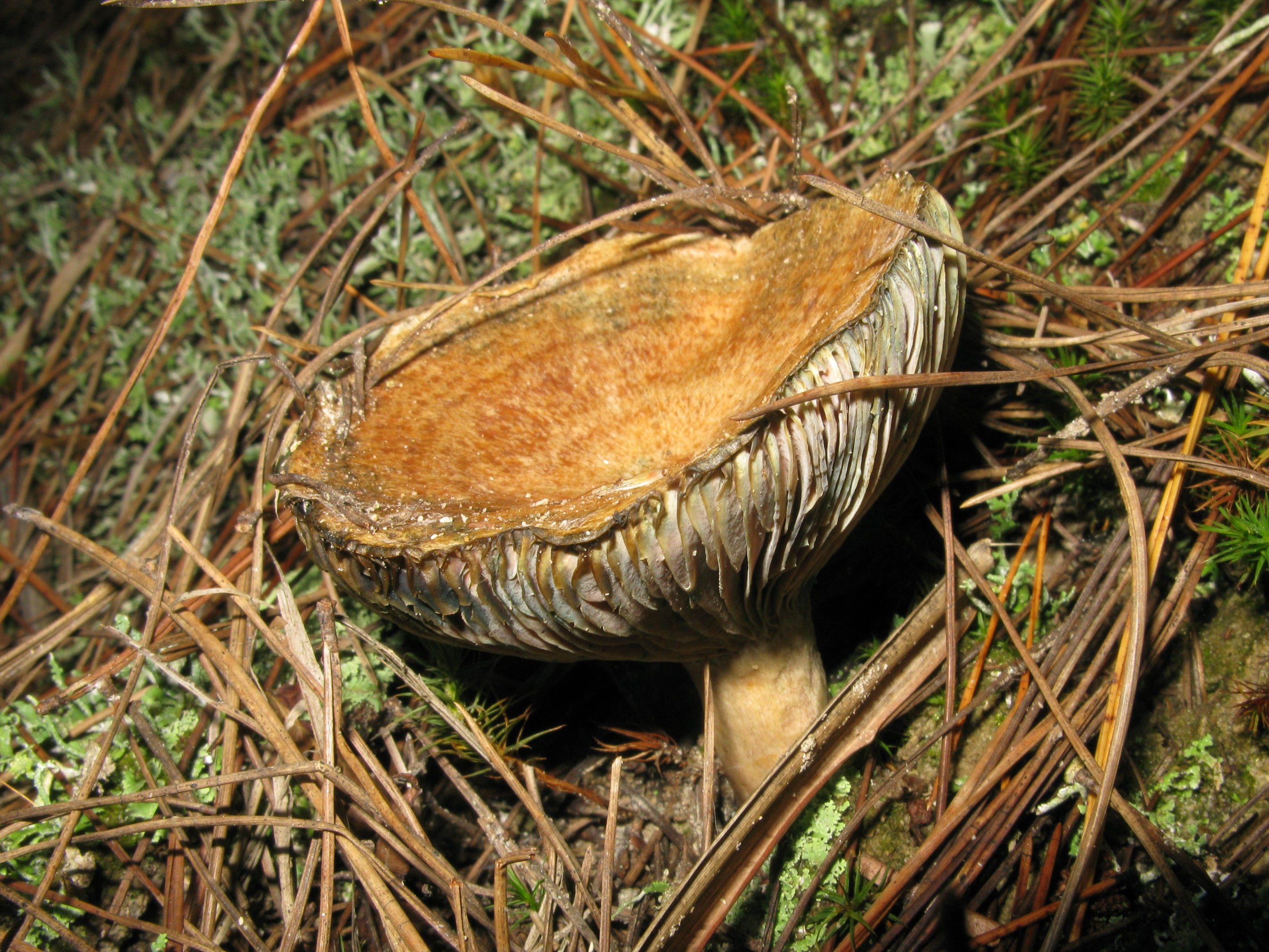
ハツタケ

シトシトと雨の降り続く日の夜に、正太は黙って窓の外を見ていた。すると、遠くの空の中ほどに一角だけ大粒の雨が降っているのが見えた。それはちょうど初茸の生える赤松の辺りだった。驚く正太に、祖父がバックの明暗でそう見えるだけだと説明し、早く寝るよう諭すが、翌日の初茸がりを思い床についたもののなかなか寝付けない。大きな柱時計の「カッチカッチ」という音が静かな雨の夜の部屋に響く。不思議そうに柱時計を見つめる正太。なぜ大きな柱時計があるのか不思議に思い、祖父に問いかけるが鼻ぢょうちんを出して寝ている。
翌朝、祖父が起き出したが、正太の姿が見当たらない。正太は、大きな柱時計の中に入り込んで寝息を立てながら寝入っていた。